# Futile
Futile è il sesto EP del gruppo musicale britannico Porcupine Tree, pubblicato l'8 luglio 2006.

## Descrizione
L'EP comprende cinque brani in studio, risalenti al periodo di In absentia, e una versione dal vivo del brano Hatesong, registrata il 26 luglio 2002 al Theatre of Living Arts di Philadelphia.
Le tracce Drown With Me e Chloroform erano precedentemente apparse nel CD bonus dell'edizione speciale europea di In absentia, mentre Futile e Orchidia erano state pubblicate a luglio 2003 in un disco promozionale.
La traccia Collapse, inizialmente concepita come brano di apertura di In absentia, ma successivamente scartata, è invece inedita.

## Pubblicazione
L'EP è stato reso disponibile per il download digitale su Burning Shed, in doppio formato MP3 e FLAC.

## Tracce
Testi e musiche di Steven Wilson, eccetto dove indicato.
1. Collapse – 1:39
2. Drown With Me – 5:22
3. Orchidia – 3:19
4. Futile – 6:04 (musica: Wilson, Gavin Harrison)
5. Hatesong (Live in Philadelphia) – 8:32 (musica: Wilson, Colin Edwin)
6. Chloroform – 7:15 (musica: Wilson, Chris Maitland)

## Formazione
Gruppo
- Richard Barbieri – tastiera
- Colin Edwin – basso
- Gavin Harrison – batteria
- Steven Wilson – voce, chitarra

Produzione
- Steven Wilson – produzione, missaggio
- Tim Palmer – missaggio (traccia 4)
- Ian Bond – missaggio (traccia 5)
- Mark O'Donaghue – missaggio (traccia 6)